# Josef Goldberg
Josef Goldberg (hebrejsky: יוסף גולדברג, neformálně Josi Goldberg, יוסי גולדברג) byl izraelský politik a poslanec Knesetu za strany Likud, Nová liberální strana a opět Likud.

## Biografie
Narodil se 8. dubna 1942 v obci Metula. Sloužil v izraelské armádě, kde dosáhl hodnosti majora (Rav Seren). Velel jednotkám na severním izraelském pohraničí a byl jedním z tvůrců takzvaného Dobrého plotu, zjednodušeného hraničního styku mezi Izraelem a Libanonem. Navštěvoval základní školu v Metule a střední zemědělskou školu v Mikve Jisra'el. Pracoval v zemědělství.

## Politická dráha
V letech 1978–1998 byl starostou Metuly a zasedal ve vedení Svazu místní samospráv. Byl členem sekretariátu firmy Industrial Structures Co. a předsedou asociace mošavů v Galileji. Zastupoval izraelské obyvatele pohraničních obcí.
V izraelském parlamentu zasedl po volbách v roce 1988, do nichž šel za stranu Likud. V průběhu volebního období ale přešel do Nové liberální strany, aby se pak opět vrátil do Likudu. Byl členem výboru státní kontroly a výboru pro záležitosti vnitra a životního prostředí. Zemřel 8. června 2002 ve věku 60 let.